# Рогачёво (село, Можайский городской округ)

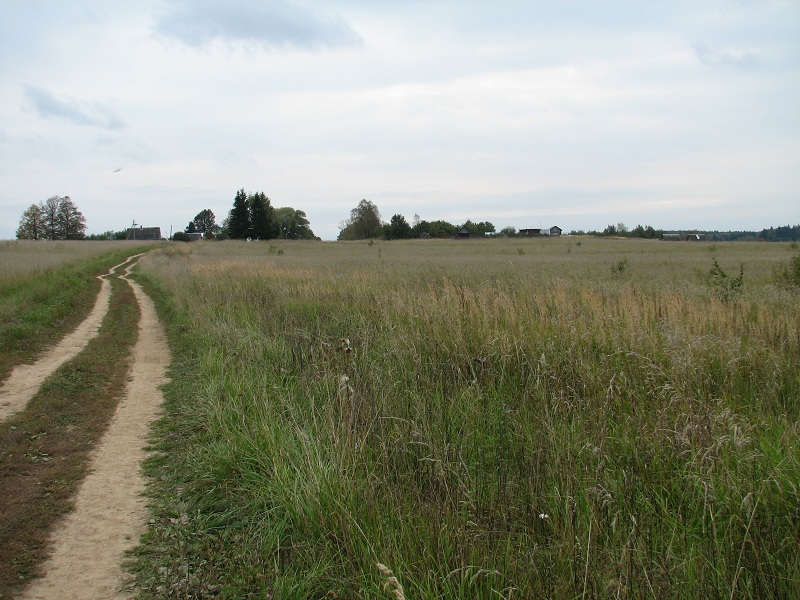

Рогачёво — село в Можайском районе Московской области, в составе Сельского поселения Борисовское. На 2010 год, по данным Всероссийской переписи 2010 года, постоянного населения не зафиксировано. 

## География
Деревня расположена в юго-западной части района, примерно в 16 км к западу от Можайска, на правом берегу речки Еленка (правый приток реки Колочь), высота центра над уровнем моря 212 м. Ближайшие населённые пункты — Бурково на запад, посёлок станции Колочь на север и Ельня на юго-восток.

## История
До 2006 года Рогачёво входило в состав Ямского сельского округа.
Постановлением Губернатора Московской области от 21 февраля 2019 года № 76-ПГ категория населённого пункта изменена с «деревня» на «село».